# Napodytes boki
Napodytes boki är en skalbaggsart som beskrevs av Steiner 1981. Napodytes boki ingår i släktet Napodytes och familjen dykare. Inga underarter finns listade i Catalogue of Life.